# 怀氏铁苋菜
怀氏铁苋菜（学名：Acalypha wilderi），为拉罗汤加岛的特有及灭绝的一种植物。其栖息地位于拉罗汤加岛海拔约为200–300米的西部森林中。它们呈灌木状，高度不超过两米。
由于其栖息地被大范围农场化，再加上入侵物种的侵害，怀氏铁苋菜自1929年后再没有被见到，并于2014年宣告灭绝。它们亦可能与A. raivavensis和A. tubuaiensis属于同一个物种。